# The Stone Roses (album)
The Stone Roses là album phòng thu đầu tay của ban nhạc rock người Anh cùng tên. Album được thu âm chủ yếu tại Battery Studios ở Luân Đôn dưới sự sản xuất của John Leckie từ tháng 6 năm 1988 đến tháng 2 năm 1989 và được hãng đĩa Silvertone Records phát hành vào ngày 2 tháng 5 cùng năm.
Dù không thành công ngay lập tức, album dần trở nên nổi tiếng nhờ những buổi biểu diễn đình đám của ban nhạc, đồng thời giúp họ khẳng định vị thế trong văn hóa âm nhạc Madchester và phong cách baggy. Đến nay, The Stone Roses được đánh giá là một trong những album vĩ đại nhất mọi thời đại. Album đứng thứ 11 trong ấn bản thứ ba cuốn All Time Top 1000 Albums (2000) của Colin Larkin và đã bán được hơn 4 triệu bản trên toàn thế giới.

## Hoàn cảnh ra đời
The Stone Roses được thành lập năm 1983 tại Manchester - trung tâm của phong trào âm nhạc Madchester. Trước khi phát hành album đầu tay, ban nhạc đã trải qua nhiều lần đổi tên, thay đổi thành viên, thử nghiệm các phong cách khác nhau và phát hành một số đĩa đơn dưới nhiều hãng thu âm.
Nghệ sĩ bass Mani là người hâm mộ các sản phẩm của nhà sản xuất John Leckie (từng cộng tác với the Dukes of Stratosphear), chính anh đã đề xuất hợp tác cùng ông. Tuy nhiên, Leckie đánh giá bản demo của ban nhạc còn nhiều điểm yếu: nhịp quá nhanh và giọng hát bị lạm dụng hiệu ứng reverb.
Album chủ yếu được thu âm tại Battery Studios (Luân Đôn) với một số buổi ghi âm bổ sung tại Konk, Coconut Grove Studios (Stockport) và Rockfield Studios (Wales). Leckie nhận xét ban nhạc "luyện tập rất kỹ" và "không cảm thấy áp lực nào ngoài việc tận dụng cơ hội tạo ra một album đầu tay chỉn chu". Ông khẳng định: "Họ không cần chứng minh bản thân - họ biết mình giỏi cỡ nào". Tuy nhiên, trong một cuộc phỏng vấn năm 2024, Leckie tiết lộ thực tế ban đầu khá gian nan: "Tôi phải hướng dẫn họ luyện tập, sắp xếp lại các ca khúc, thêm đoạn intro/outro và ổn định nhịp điệu."
Nghệ sĩ guitar John Squire chủ yếu sử dụng cây đàn Fender Stratocaster kết nối với âm ly Fender Twin Reverb, đôi khi kèm thêm pedal overdrive và chorus của Ibanez. Trong khi đó, Mani chơi cây bass Rickenbacker thông qua âm ly bass Ampeg SVT.
Ban đầu, ca khúc "I Am the Resurrection" dự định sẽ kết thúc bằng một đoạn outro ồn ào đầy tiếng feedback giống như khi biểu diễn trực tiếp. Tuy nhiên, Leckie khuyên họ rằng cách này sẽ nghe "nhàm chán" trên album và nên thay bằng "một giai điệu gợi nhớ, dễ in sâu vào tâm trí người nghe."
Squire và ca sĩ Ian Brown không hài lòng với bản mix hoàn thiện - họ muốn tiếng bass và trống phải mạnh hơn, còn guitar phải nghe "cuồng nộ và áp đảo hơn nữa".  Leckie cho rằng điều này xuất phát từ việc Brown và Squire thường nghe nhạc Public Enemy ở mức âm lượng tối đa trong phòng thu.

## Âm nhạc và ca từ
Theo nhận định của các nhà báo Sean Sennett và Simon Groth, The Stone Roses đã "gần như khai sinh phong trào 'Madchester' và đặt nền móng cho Brit-pop" qua album đầu tay này. Dù thường được gắn với văn hóa rave và nhạc dance, nhà phê bình Angus Batey (The Quietus) nhấn mạnh rằng đây thực chất là một tác phẩm jangle pop lấy cảm hứng từ thập niên 1960, hầu như không chịu ảnh hưởng của nhịp và groove của dance, ngoại trừ ca khúc "Fools Gold". Stephen Thomas Erlewine (AllMusic) phân tích: bộ đôi tay bass Mani và tay trống Reni chơi nhạc chỉ gợi nhẹ đến tiết tấu dance, trong khi giọng hát thờ ơ của Ian Brown  truyền tải những lời tự phụ như "I Wanna Be Adored" và "I Am the Resurrection". Andrew Unterberger (tạp chí Spin) ví album như "bài tập kinh điển của classic rock" - kết hợp giai điệu dễ nghe kiểu the Beatles, tiếng guitar vang vọng tựa the Byrds, "khiếu hài hước 'rất Anh' của the Smiths" và "thái độ ngạo nghễ đặc trưng của Sex Pistols". Riêng ca khúc "Elizabeth My Dear" mượn giai điệu từ bài ballad dân ca Anh cổ "Scarborough Fair".

## Thiết kế bìa đĩa
Giống hầu hết ấn phẩm của The Stone Roses, bìa album trưng bày tác phẩm của nghệ sĩ guitar John Squire - lần này là bức "Bye Bye Badman" chịu ảnh hưởng phong cách Jackson Pollock, ám chỉ cuộc bạo loạn tháng 5 năm 1968 ở Paris. Tạp chí Q xếp bìa đĩa này vào danh sách "100 thiết kế bìa đĩa xuất sắc nhất mọi thời đại." Trong bài phỏng vấn đi kèm, Squire tiết lộ: "Ian [Brown] từng gặp một người Pháp khi đi nhờ xe quanh châu Âu. Anh ta kể chuyện dùng chanh chống hơi cay trong biểu tình, rồi tôi xem được cảnh quay một thanh niên ném đá vào cảnh sát. Thái độ đó khiến tôi ấn tượng". Câu chuyện này cũng là nguồn cảm hứng cho ca từ của bài hát cùng tên. Phông nền tác phẩm mô phỏng ghềnh đá Giant's Causeway (Bắc Ireland) - địa điểm ban nhạc từng ghé thăm khi biểu diễn tại Đại học Ulster (Coleraine).

## Phát hành và quảng bá
Album The Stone Roses chính thức ra mắt ngày 2 tháng 5 năm 1989, với đơn vị phát hành là Silvertone - một chi nhánh của Zomba Records chuyên phát triển các nghệ sĩ "new rock". Dù phong trào Madchester lúc này đã thu hút sự chú ý từ giới báo chí âm nhạc, album ban đầu lại nhận được rất ít phản hồi từ cả khán giả lẫn giới phê bình tại Anh. Bob Stanley từ Melody Maker ca ngợi album như "tác phẩm của thánh thần", đặc biệt nhấn mạnh phần guitar "trôi chảy đầy mê hoặc" của John Squire: "mang hơi hướng psychedelic, phảng phất Hendrix (nhất là trong 'Shoot You Down') và Marr (đoạn kết 'Bye Bye Badman'), nhưng phần lớn vẫn là phong cách độc nhất của chàng trai này". Trong khi đó, Peter Kane (tạp chí Q) lại đánh giá thấp hơn, cho rằng đây là "album tiềm năng bị kéo tụng bởi cách sản xuất đơn điệu kỳ lạ". Nhà báo Jack Barron (NME) chấm điểm 7/10 với nhận xét ngắn gọn: "khá tốt", dù sau đó chính NME lại xếp album ở vị trí thứ 2 trong danh sách "Album hay nhất 1989". Tại Mỹ, nhà phê bình Robert Christgau (The Village Voice) tỏ ra hoài nghi: "Họ chẳng khác gì hàng loạt ban nhạc indie Mỹ, thậm chí còn thua xa The Byrds và Buffalo Springfield năm 1967?" Ông châm biếm: "Họ 'đa dạng' thật đấy - không phải đa dạng xuất sắc, nhưng đa dạng!", dù vẫn công nhận một số ca khúc được sáng tác tốt như "Bye Bye Badman" và "I Wanna Be Adored".
Để quảng bá album, ban nhạc đã tổ chức nhiều buổi diễn quan trọng, nổi bật là đêm 27 tháng 2 năm 1989  tại The Haçienda - sàn nhạc biểu tượng của văn hóa âm nhạc Madchester và baggy (Manchester). Andrew Collins (NME) viết: "Bỏ qua Morrissey ở Wolverhampton, The Sundays ở The Falcon hay PWEI ở Brixton đi – tôi đã bắt đầu viết thư kể cho cháu mình nghe rằng tôi được xem The Stone Roses trình diễn tại Haçienda!" Sự xuất hiện lần đầu của ban nhạc trên chương trình Top of the Pops (tháng 11 năm 1989) giúp album tiếp cận công chúng rộng rãi hơn. Thành công dần đến khi The Stone Roses cùng Happy Mondays được coi là hai gương mặt tiêu biểu của làn sóng. Đặc biệt, sự kiện Spike Island vào tháng 5 năm 1990 (do chính ban nhạc tổ chức với hơn 27.000 khán giả) đã trở thành huyền thoại, được giới phê bình ví von là "Woodstock của thế hệ baggy".
Theo số liệu từ loạt sách đề tài âm nhạc 33⅓ (2006), The Stone Roses đã bán được hơn 4 triệu bản trên toàn thế giới.

## Di sản và đánh giá lại
| Đánh giá chuyên môn nhìn lại  | Đánh giá chuyên môn nhìn lại |
| Nguồn đánh giá                | Nguồn đánh giá               |
| Nguồn                         | Đánh giá                     |
| ----------------------------- | ---------------------------- |
| AllMusic                      | [ 22 ]                       |
| The Daily Telegraph           | [ 23 ]                       |
| Mojo                          | [ 24 ]                       |
| NME                           | 10/10                        |
| Pitchfork                     | 10/10                        |
| Q                             | [ 27 ]                       |
| Rolling Stone                 | [ 28 ]                       |
| Spin                          | 10/10                        |
| Spin Alternative Record Guide | 9/10                         |
| Uncut                         | [ 31 ]                       |

The Stone Roses dần nhận được sự tán dương từ giới phê bình và nghệ sĩ trong những năm sau, được coi là album quan trọng hơn cả thời điểm phát hành ban đầu, thể hiện qua thứ hạng cao trong các bảng xếp hạng album vĩ đại nhất mọi thời đại. Khi đĩa được tái bản năm 1991, Mary Anne Hobbs (NME) mô tả đây là "album giao thoa xuất sắc nhất thập niên", nhấn mạnh tác động văn hóa: "Indie-dance bùng nổ, rave thoát khỏi chốn ngầm và nước Anh chìm trong phong cách baggy." David Fricke (Rolling Stone) sau này gọi album là "bản tuyên ngôn kiêu hãnh vĩ đại, kết tinh giữa ánh sáng pop thập niên 60 và năng lượng cuồng nhiệt của văn hóa rave Anh",  còn Chris Jones (BBC Music) coi tác phẩm là minh chứng vô song cho sự hòa quyện giữa rock và dance, lấy cảm hứng từ "chủ nghĩa khoái lạc giai cấp công nhân" cuối thập niên 1980.
Nhà phê bình Pat Gilbert (Mojo) nhiệt liệt giới thiệu bản tái bản 1999, khẳng định album "định hình âm thanh rock thập niên 90", trong khi Ian Gittins (Q) nhận xét với những "bản anthem linh hoạt và bất hủ", ban nhạc đã trở thành "phát ngôn viên cho thế hệ của họ". Bernadette McNulty (The Daily Telegraph) cho rằng bản tái bản 2009 đã làm nổi bật hỗn hợp táo bạo giữa âm thanh psychedelic gai góc và nhịp dance thông minh, nhưng di sản thực sự của album lại được củng cố nhờ làn sóng nhạc tối giản, nam tính sau đó tại Manchester. Zeth Lundy (The Boston Phoenix) hóm hỉnh: "Album được NME và Noel Gallagher (Oasis) tôn sùng - nhưng phần còn lại chúng tôi cũng rất thích nó". Nhà phê bình Jennifer Makowsky (PopMatters) nhấn mạnh: "Những bản nhạc pop đầy chất psychedelic và chất kích thích trong album đã giúp ban nhạc giành vị trí xứng đáng trong lịch sử nhạc alternative."
Vẫn có những quan điểm thiểu số nghi ngờ sự tán dương dành cho album. Nhà báo người Mỹ Jim DeRogatis cho rằng The Stone Roses bị đánh giá quá cao, chỉ trích "nhịp disco cũ kỹ nhàm chán" và "tiếng guitar lỗi thời". Neil Kulkarni (The Quietus) chê bai: "3 bài đầu thì hay, nhưng sau đó toàn rác rưởi". Trong bài viết về những album bị thổi phồng trên The Guardian, Peter Robinson nhận định nhạc phẩm chỉ là "album rock tầm thường - ca từ vụng về, âm thanh khi thì an toàn nhàm chán, khi thì quá đà". Fiona Sturges (The Independent) chê giọng hát Brown và ca từ kém cỏi, phản đối việc NME bầu chọn đây là album Anh hay nhất mọi thời đại. Sau khi album xếp thứ 2 trong bình chọn công chúng Anh, kênh Channel 4 đã phát sóng chương trình phân tích với 3/4 khách mời (nhạc sĩ Bob Geldof, nhà phê bình Paul Gambaccini và nghệ sĩ Justine Frischmann) đều chỉ trích việc album lọt top 100, cho rằng đó là do thế hệ bầu chọn chứ không phải chất lượng thực sự.

### Danh hiệu và tôn vinh
Năm 1997, The Stone Roses được bầu chọn là album vĩ đại thứ hai mọi thời đại trong cuộc thăm dò "Âm nhạc Thiên niên kỷ" (Music of the Millennium) do HMV, Channel 4, The Guardian và Classic FM tổ chức. Năm 1998, độc giả tạp chí Q xếp album ở vị trí thứ 4 và đến năm 2000, chính tạp chí này đặt album ở hạng 29 trong danh sách "100 album Anh Quốc xuất sắc nhất." Năm 2004, album giành vị trí số 1 trong bảng xếp hạng "Album Anh hay nhất mọi thời đại" do The Observer khảo sát từ 100 nhạc sĩ và nhà phê bình. Năm 2006, Q xếp tác phẩm thứ 5 trong "40 album xuất sắc nhất thập niên 80". Đến năm 2008, nhạc phẩm được độc giả tạp chí Q/HMV bầu là "Album Anh Quốc vĩ đại thứ 5.
Năm 2000, album nhận giải "Album vĩ đại nhất" tại lễ trao giải NME Premier Awards và vào năm 2006, The Stone Roses đứng đầu danh sách "100 Album Anh Quốc xuất sắc nhất" của tạp chí này. Tạp chí Spin (2005) xếp The Stone Roses thứ 78 trong "100 album hay nhất 20 năm qua", còn Rolling Stone lần đầu đưa album vào danh sách "500 album vĩ đại nhất" năm 2003 ở vị trí 497, nhận định tác phẩm "đặt nền móng cho trào lưu Britpop thập niên 90". Đến các bản cập nhật 2012 và 2020, album lần lượt leo lên hạng 498 và 319. Time (2006) đưa album vào danh sách "100 Album Vĩnh cửu" (The All-TIME 100 Albums), Pitchfork (2003) xếp The Stone Roses thứ 39 trong "Album thập niên 80 xuất sắc nhất", còn Slant Magazine (2012) đặt album ở vị trí 28 trong danh sách tương tự. Album cũng góp mặt trong sách 1001 album phải nghe trước khi chết và hạng 11 trong ấn bản thứ ba cuốn All Time Top 1000 Albums (2000) của Colin Larkin.
Năm 2006, trong cuộc thăm dò của British Hit Singles & Albums và NME, 40.000 người khắp thế giới bầu chọn The Stone Roses là album hay thứ 7 mọi thời đại. Năm 2010, The Stone Roses nhận giải "Classic Album" từ tạp chí Mojo - ấn phẩm ca ngợi khả năng "tổng hòa tinh thần thời đại nhưng vượt lên mọi giới hạn thời gian". Năm 2013, ban nhạc The Flaming Lips cùng bạn bè thể hiện lại toàn bộ album qua dự án tri ân The Time Has Come to Shoot You Down… What a Sound. PopMatters (2014) đưa tác phẩm vào danh sách "12 album alternative rock thập niên 80 thiết yếu" và NME (2013) đã xếp album thứ 7 trong 500 album vĩ đại nhất.
Năm 2020, The Stone Roses đã giành vị trí thứ ba trong cuộc bình chọn "Album thập niên 80 vĩ đại nhất" của BBC Radio 2, vượt qua những tác phẩm kinh điển như Thriller (Michael Jackson), Appetite for Destruction (Guns N' Roses) và Purple Rain (Prince). Cuộc thăm dò với "hàng chục nghìn lượt bình chọn" này đã đưa ra danh sách 50 album được lựa chọn bởi một hội đồng chuyên gia âm nhạc. Danh sách rút gọn được xây dựng dựa trên doanh số bán hàng qua từng năm của thập niên, cùng với những album có sức ảnh hưởng lâu bền vượt thời gian.

## Phát hành lại
Năm 1999, nhân kỷ niệm 10 năm phát hành, phiên bản đặc biệt 2 đĩa của The Stone Roses đã đạt vị trí thứ 9 trên bảng xếp hạng UK Albums Chart. Đến năm 2007, Silvertone phát hành bản remaster dưới dạng Carbon Neutral Entertainment CD (kèm hướng dẫn tiết kiệm năng lượng). Năm 2009, ấn bản kỷ niệm 20 năm được phát hành với nhiều phiên bản: phiên bản chuẩn - album 11 bài (kèm bài bonus "Fools Gold") trên CD và đĩa than 12 inch (bản LP bao gồm thêm đĩa đơn 7 inch một mặt ghi demo chưa từng phát hành "Pearl Bastard"); phiên bản cao cấp - bộ 2CD/1DVD gồm album gốc (đĩa 1), 15 bản demo chưa công bố mang tên The Lost Demos (đĩa 2), và DVD ghi hình buổi diễn Live in Blackpool (1989); và phiên bản đặc biệt - một ộp đặc biệt 3CD/3LP/1DVD bao gồm:
- Phiên bản remaster gồm một CD và một LP chứa album 11 bài hát
- Một CD The Lost Demos
- Hai CD ca khúc mặt B
- Hai LP
- DVD buổi diễn Live in Blackpool
- Sách booklet 48 trang với ảnh chưa công bố và phỏng vấn độc quyền
- 6 bản in nghệ thuật cỡ 12" trình bày các thiết kế bìa đĩa đơn gốc của John Squire
- USB hình quả chanh chứa các tập tin nhạc số của album, các bản demo và mặt B
  - 5 bản nhạc phối ngược chưa từng phát hành
  - 6 video ca nhạc
  - Phim tài liệu Up at Sawmills: The Making of Fools Gold
  - Hình nền desktop độc quyền, nhạc chuông và sách booklet kỹ thuật số dài 48 trang

## Danh sách ca khúc
Tất cả các ca khúc được viết bởi Ian Brown và John Squire.
| 1989 original release (Anh và tất cả các thị trường khác ngoài Hoa Kỳ) | 1989 original release (Anh và tất cả các thị trường khác ngoài Hoa Kỳ) | 1989 original release (Anh và tất cả các thị trường khác ngoài Hoa Kỳ) |
| STT                                                                    | Nhan đề                                                                | Thời lượng                                                             |
| ---------------------------------------------------------------------- | ---------------------------------------------------------------------- | ---------------------------------------------------------------------- |
| 1.                                                                     | "I Wanna Be Adored"                                                    | 4:52                                                                   |
| 2.                                                                     | "She Bangs the Drums"                                                  | 3:43                                                                   |
| 3.                                                                     | "Waterfall"                                                            | 4:37                                                                   |
| 4.                                                                     | "Don't Stop"                                                           | 5:17                                                                   |
| 5.                                                                     | "Bye Bye Badman"                                                       | 4:04                                                                   |
| 6.                                                                     | "Elizabeth My Dear"                                                    | 0:53                                                                   |
| 7.                                                                     | "(Song for My) Sugar Spun Sister"                                      | 3:25                                                                   |
| 8.                                                                     | "Made of Stone"                                                        | 4:10                                                                   |
| 9.                                                                     | "Shoot You Down"                                                       | 4:10                                                                   |
| 10.                                                                    | "This Is the One"                                                      | 4:58                                                                   |
| 11.                                                                    | "I Am the Resurrection"                                                | 8:12                                                                   |

Tất cả các ca khúc được viết bởi Ian Brown và John Squire.
| 1989 US release | 1989 US release                   | 1989 US release |
| STT             | Nhan đề                           | Thời lượng      |
| --------------- | --------------------------------- | --------------- |
| 1.              | "I Wanna Be Adored"               | 4:52            |
| 2.              | "She Bangs the Drums"             | 3:43            |
| 3.              | "Elephant Stone"                  | 3:00            |
| 4.              | "Waterfall"                       | 4:37            |
| 5.              | "Don't Stop"                      | 5:17            |
| 6.              | "Bye Bye Badman"                  | 4:04            |
| 7.              | "Elizabeth My Dear"               | 0:53            |
| 8.              | "(Song for My) Sugar Spun Sister" | 3:25            |
| 9.              | "Made of Stone"                   | 4:10            |
| 10.             | "Shoot You Down"                  | 4:10            |
| 11.             | "This Is the One"                 | 4:58            |
| 12.             | "I Am the Resurrection"           | 8:12            |
| 13.             | "Fools Gold"                      | 9:53            |

Ghi chú: Ca khúc "Elephant Stone" đã được phát hành dưới dạng đĩa đơn vào tháng 10 năm1988 chỉ tại thị trường Anh, nhưng sau đó được thêm vào các bản phát hành album tại Mỹ.

## Đội ngũ sản xuất
Phần đề tên được lấy từ các dòng ghi chú (liner notes) của album.
The Stone Roses
- Ian Brown – hát
- Mani – guitar bass
- Reni – trống, hát bè, piano trong bài "She Bangs the Drums"
- John Squire – guitar, hát bè trong bài "She Bangs the Drums"

Sản xuất
- Peter Hook – sản xuất bài "Elephant Stone"
- John Leckie – sản xuất, kỹ sư trộn âm trong bài "Elephant Stone"
- Paul Schroeder – kỹ sư âm thanh
- John Squire – thiết kế bìa đĩa

## Bảng xếp hạng
| Bảng xếp hạng (1989–90)             | Vị trí cao nhất |
| ----------------------------------- | --------------- |
| Album Úc (ARIA)                     | 36              |
| Album Hà Lan (Album Top 100)        | 44              |
| Album New Zealand (RMNZ)            | 11              |
| Album Na Uy (VG-lista)              | 12              |
| Album Thụy Điển (Sverigetopplistan) | 30              |
| Album Anh Quốc (OCC)                | 19              |
| Album Hoa Kỳ Billboard 200          | 86              |

| Bảng xếp hạng (2004) | Vị trí cao nhất |
| -------------------- | --------------- |
| Album Anh Quốc (OCC) | 9               |

| Bảng xếp hạng (2009) | Vị trí cao nhất |
| -------------------- | --------------- |
| Album Anh Quốc (OCC) | 5               |

## Chứng nhận
| Quốc gia                                                    | Chứng nhận  | Số đơn vị/doanh số chứng nhận |
| ----------------------------------------------------------- | ----------- | ----------------------------- |
| Anh Quốc (BPI)                                              | 5× Bạch kim | 1.500.000‡                    |
| ‡ Chứng nhận dựa theo doanh số tiêu thụ và phát trực tuyến. |             |                               |